# Salvador Edward Luria

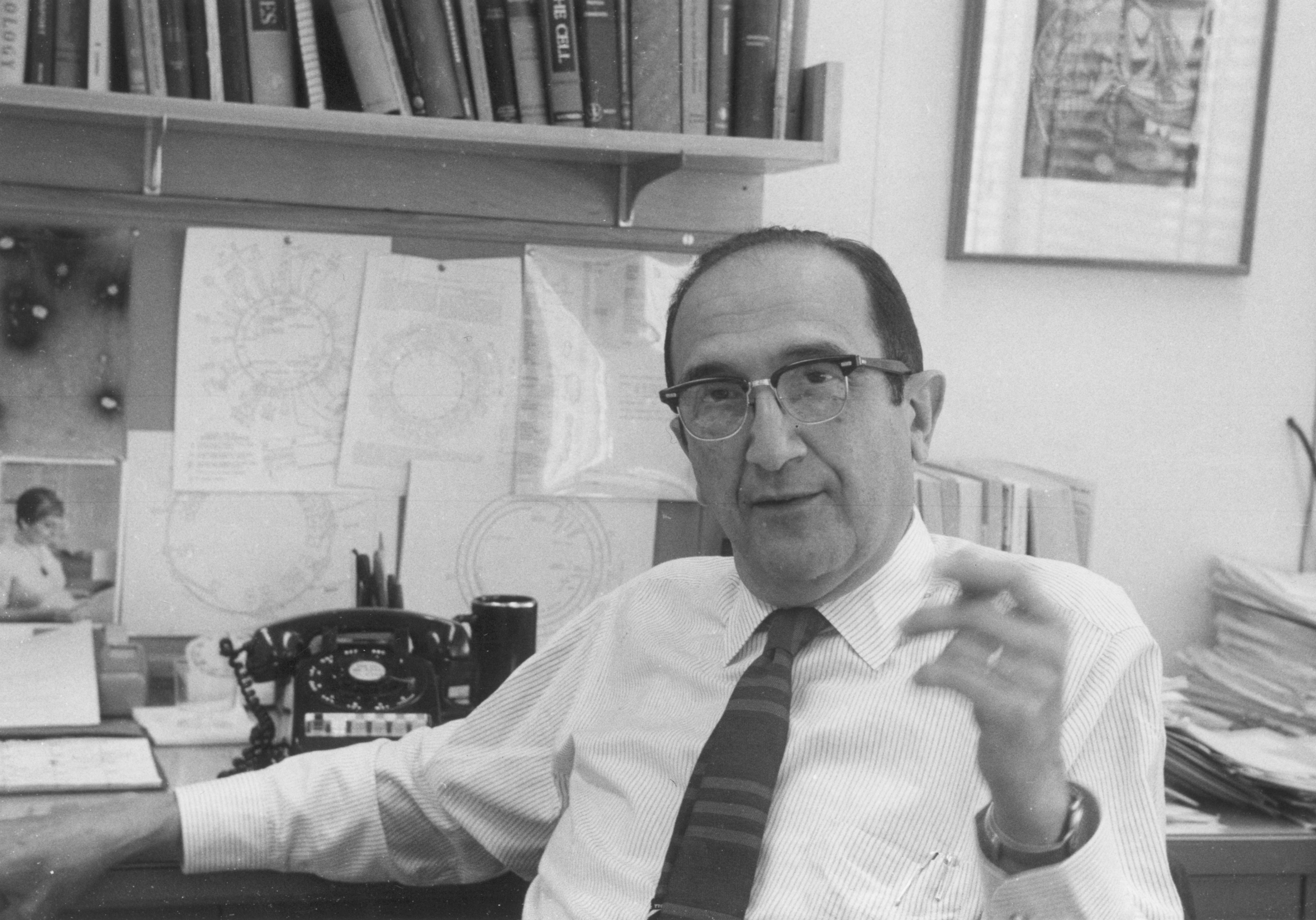
Salvador Luria (1969)

Salvador Edward Luria (* 13. August 1912 in Turin; † 6. Februar 1991 in Lexington, Massachusetts) war ein italienisch-US-amerikanischer Mikrobiologe.

## Leben
Luria stammte aus einer sephardisch-jüdischen Familie und studierte Medizin an der Universität Turin, wo er auch die späteren Nobelpreisträger Rita Levi-Montalcini und Renato Dulbecco traf und 1935 seinen Doktorgrad als Mediziner erwarb. Nach dem obligatorischen Militärdienst, den er als Arzt ableistete, studierte er ab 1937 Radiologie an der Universität La Sapienza in Rom, wodurch er die genetischen Forschungen von Max Delbrück kennenlernte. Er erhielt im Jahr 1938 ein Stipendium, um bei Delbrück in den USA studieren zu können, was jedoch durch Verordnungen der italienischen faschistischen Regierung, die Stipendien für jüdische Studenten untersagten, verhindert wurde. Luria ging 1938 nach Paris und übersiedelte bei der Besetzung Frankreichs 1940 über Marseille in die USA. Durch Vermittlung von Enrico Fermi, an dessen Institut in Rom er 1938/39 medizinische Physik und Radiologie studiert hatte, erhielt er ein Rockefellerstipendium und konnte mit Delbrück und Alfred Day Hershey im Cold Spring Harbor Laboratory an Bakteriophagen-Experimenten zusammenarbeiten. Ein Resultat ihrer Zusammenarbeit war das Luria-Delbrück-Experiment von 1943. Im selben Jahr wirkte er an der Indiana University, wo unter anderem James D. Watson sein Student war, und ab 1950 an der University of Illinois at Urbana-Champaign. 
1959 wurde er Professor für Mikrobiologie am MIT, wo er sich der Erforschung der Zellmembran zuwandte. 1972 wechselte er auf einen Lehrstuhl im Zentrum für Krebsforschung am MIT.
Im Jahr 1969 erhielt Luria zusammen mit Max Delbrück und Alfred Day Hershey den Nobelpreis für Physiologie oder Medizin verliehen „für ihre Entdeckungen des Vermehrungsmechanismus und der genetischen Struktur von Viren“.
Ebenfalls entdeckte Luria auch schon im Jahr 1952 die Wirkung der Restriktionsenzyme (für deren molekulargenetische Aufklärung Werner Arber, Daniel Nathans, Hamilton Othanel Smith den Nobelpreis bekamen), als er untersuchte, wie einige Bakterienstämme von Escherichia coli Angriffe von Phagen abwehrten.
Luria war seit dem Jahr 1947 US-Bürger. Er war Mitglied der American Academy of Arts and Sciences (seit 1959), der National Academy of Sciences (seit 1960) sowie der American Philosophical Society (seit 1964) und erhielt 1991 die National Medal of Science verliehen. 1968/69 war er Präsident der American Society for Microbiology. Luria war auch politisch engagiert, wandte sich zum Beispiel mit Linus Pauling ab dem Jahr 1957 gegen Kernwaffentests und kämpfte in den 1960er Jahren gegen den Vietnamkrieg.

## Werke
- General Virology, 1953
- Life, the unfinished experiment, 1974 (erhielt den National Book Award)
  - Leben – das unvollendete Experiment. München 1974.
- A Slot Machine. A Broken Test Tube. New York 1984 (Autobiografie).